# Viola kosanensis
Viola kosanensis là một loài thực vật có hoa trong họ Hoa tím. Loài này được Hayata miêu tả khoa học đầu tiên năm 1913.